# Prilepské panství
Prilepské panství, známé též jako Oblast krále Marka (srbsky Област краља Марка – Oblast kralja Marka), bylo v době středověku jedním z krátkodobých srbských knížectví na Balkánském poloostrově. Mělo jen jediného vládce, a to krále Marka Mrnjavčeviće v letech 1371–1395. Původně bylo provincií Srbské říše, která se soustředil kolem města Prilep a území Pelagonie s okolními oblastmi v západních částech dnešní Severní Makedonie.
Provincii v polovině 14. století vládl Vukašin Mrnjavčević, který se roku 1365 stal srbským králem a spoluvládcem srbského cara Štěpána Uroše V. (1355–1371). Poté, co král Vukašin zemřel v bitvě u řeky Marica v roce 1371, království získal jeho syn a jmenovaný nástupce – kralevic (rex iunior) Marko Mrnjavčević, i on získal titul srbského krále, ale jednotná Srbská říše už byla minulostí, místo ní zde vzniklo několik osamostatněných srbských knížectví, včetně Prilepského pnaství. Dosud hlavními městy Srbské říše byly Skopje a Prizren, ale v následujících letech král Marko přišel o kontrolu nad městy a přilehlým územím a přesunul se do Prilepu. Odtud vládl až do své smrti v bitvě u Roviny v roce 1395. Do konce téhož roku bylo celá Prilepské panství dobyto Osmanskými Turky.